# The Nutcracker Suite
| Оценки критиков                     | Оценки критиков |
| Источник                            | Оценка          |
| ----------------------------------- | --------------- |
| AllMusic                            | [ 1 ]           |
| Encyclopedia of Popular Music       | [ 2 ]           |
| The Rolling Stone Jazz Record Guide | [ 3 ]           |

The Nutcracker Suite — студийный рождественский альбом американского пианиста Дюка Эллингтона, выпущенный в 1960 году на лейбле Columbia Records. На альбоме представлены джазовые интерпретации балета Петра Ильича Чайковского 1892 года «Щелкунчик».

## Список композиций
| №  | Название                                           | Длительность |
| -- | -------------------------------------------------- | ------------ |
| 1. | «Overture»                                         | 3:22         |
| 2. | «Toot Toot Tootie Toot (Dance of the Reed-Pipes)»  | 2:30         |
| 3. | «Peanut Brittle Brigade (March)»                   | 4:37         |
| 4. | «Sugar Rum Cherry (Dance of the Sugar-Plum Fairy)» | 3:05         |
| 5. | «Entr’acte»                                        | 1:53         |

| №  | Название                                          | Длительность |
| -- | ------------------------------------------------- | ------------ |
| 1. | «Volga Vouty (Russian Dance)»                     | 2:52         |
| 2. | «Chinoiserie (Chinese Dance)»                     | 2:50         |
| 3. | «Danse of the Floreadores (Waltz of the Flowers)» | 4:04         |
| 4. | «Arabesque Cookie (Arabian Dance)»                | 5:44         |

## Участники записи
- Дюк Эллингтон — фортепиано
- Вилли Кук[англ.], Фэтс Форд, Рэй Нанс[англ.], Кларк Терри — труба
- Лоуренс Браун[англ.], Бути Вуд[англ.], Бритт Вудман[англ.] — тромбон
- Хуан Тизол — тромбон вентильный
- Джимми Гамильтон[англ.] — кларнет, тенор-саксофон
- Джонни Ходжес — альт-саксофон
- Расселл Прокоуп[англ.] — альт-саксофон, кларнет
- Пол Гонсалвес[англ.] — тенор-саксофон
- Гарри Карни[англ.] — баритон-саксофон, кларнет, басс-кларнет
- Аарон Белл[англ.] — контрабас
- Сэм Вудъярд[англ.] — барабаны